# تستسله
تستسله (به لهستانی:  Cecele) یک روستا در لهستان است که در گمینا شمیاتچه واقع شده‌است.